# Новогрудська Маріанна Герцелівна
Маріанна (Марина) Герцелівна Новогрудська (нар.. 10 вересня 1943, Москва, РРФСР, СРСР) — російський і радянський режисер-мультиплікатор, член Спілки кінематографістів Росії, член правління Союзу кінематографістів Росії у 1994—1997 роках, донька письменника і журналіста Герцеля Самойловича Новогрудського.

## Біографія
Марина Новогрудська вчилася в Московській середній художній школі при Інституті їм. Ст. В. Сурікова (МСХШ). Серед її однокласників були такі визнані нині майстри живопису, як Наталя Нестерова, Любаров Володимир, Тетяна Назаренко.
Після закінчення МСХШ в 1961 році прийшла працювати в художні майстерні МХАТ, де пропрацювала два роки помічником декоратора під керівництвом Тетяни Серебрякової, дочки відомої російської художниці Зінаїди Серебрякової. Згодом Новогрудська вирішує стати театральним художником.
Влітку 1964 року ВДІК оголосив про набір в першу експериментальну мультиплікаційну майстерню. Це визначило подальшу творчу долю режисера. Марина Новогрудська навчалася у ВДІК з 1964 по 1971 роки в експериментальній майстерні Івана Іванова-Вано на факультеті режисури. У ті роки ВДІК випустив плеяду майстрів кінематографу — паралельно з Новогрудською вчилися Рустам Хамдамов, Іраклій Квірікадзе та інші.
Після закінчення ВДІКУ в 1971 році прийшла на студію «Мульттелефільм» ТО «Екран», де пропрацювала до 1995 року.
У період з 1996 по 1999 роки на телеканалі «РЕН-ТВ» була режисером та автором ідеї циклу дитячих анімаційних передач: дитяча вікторина «У прямому ефірі Кіт Порфирій» і «Глашіни підказки». Також співпрацювала зі ст. «Класика».

## Творча діяльність
Маріанна Новогрудська знімає лялькові фільми та картини в техніці перекладки. В різні роки її співавторами були Людмила Петрушевська («Лямзі-Тирі-Бонді — злий чарівник»), Олександр Тимофеєвський, Едуард Успенський, Василь Ліванов (автори сценарію); Г. Біда, Ю. Ісайкін, Борис Моїсеєв, Ю. Аралова (художники), Олексій Рибніков, Максим Дунаєвський (композитори) та інші.
в
Дебютний фільм, знятий Новогрудською в 1973 році, — «Павучок Анансі та чарівна паличка» — примітний командою, яка над ним працювала. Автором сценарію виступив Василь Ліванов, режисером-співавтором — Ідея Гараніна, автором музики — Олексій Рибніков, для якого це також був дебют в анімаційному кіно. Фільм-мюзикл «Кицин дім» (1982) виявився безумовною удачею композитора Максима Дунаєвського. Мультфільми «Чому слони?» та «Кнопочки і чоловічки» були зняті за творами Бориса Житкова.
У 1983 році Марина Новогрудська знімає знаковий для себе фільм «Лебеді» (автор сценарію О. Тимофеєвський), в основу якого були покладені три оповідання з «Абетки» Льва Толстого. Фільм завершується цитатою з роману «Війна і мир». Для роботи над картиною були запрошені мультиплікатори Фазіль Гасанов та Михайло Першин, художник Галина Бєда, оператор Євген Туревич. Незвичайність образотворчого ряду і тонкість застосовуваної техніки перекладки були визнані професіоналами й знайшли відображення в статті Ірини Поволоцької, опублікованій у тому ж році в газеті «Радянська культура».
У 1970-1980-ті роки режисерка балансувала на межі традиції та експерименту. Початок 1990-х років приніс з собою, з одного боку, порівняно більшу свободу дій, а з іншого боку — неминучу втому. Лялькові фільми цього періоду — «Проклята книга» (1990), «Злочин лорда Артура Севіла» (1991) — були в цілому традиційні.
У мультфільмі «Постріл» (2003) Марина Новогрудська зважилася на експеримент — поєднання лялькової та комп'ютерної анімації. Теплота одухотвореної мультиплікатором ляльки в поєднанні з технологічністю створеного комп'ютером простору були високо оцінені колегами і професіоналами. На Шанхайському міжнародному кінофестивалі фільм «Постріл» був удостоєний призу «Золота панда» за найкращий ігровий анімаційний фільм (Міжнародний конкурс анімаційних фільмів на приз «Золота Панда»).

## Фільмографія

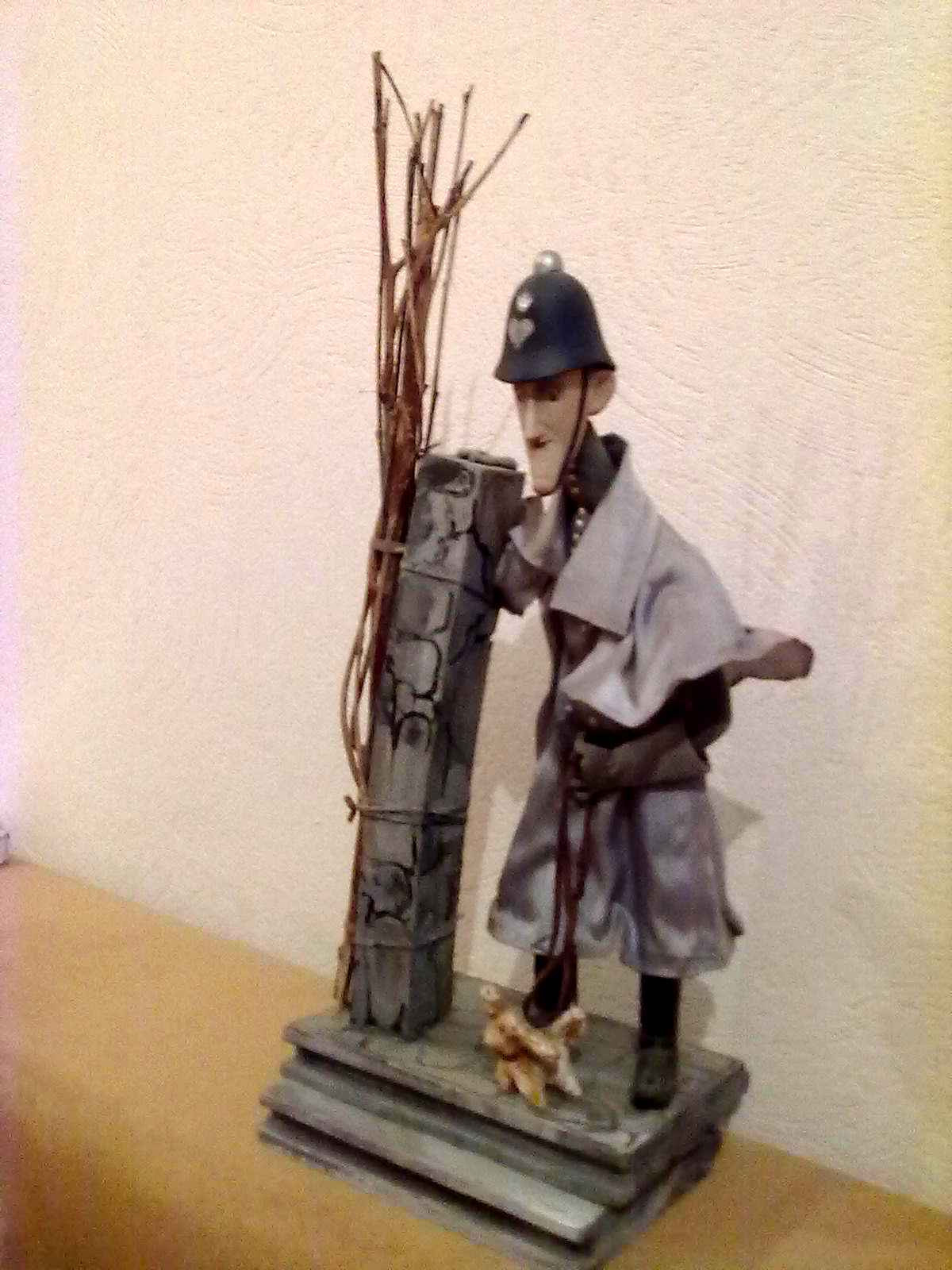
Макет ляльки полісмена з фільму «Кілька сторінок із життя примари»

- Павучок Анансі та чарівна паличка, 1973
- Пташиний ринок, 1974
- Ось який розсіяний, 1975
- Лямзі-тирі-бонді, злий чарівник, 1976
- Чесне слово, 1978
- Кнопочки і чоловічки, 1980
- Чому слони?, 1980
- Кицин дім, 1982
- Лебеді, 1983
- Ріке-чубчик, 1985
- Коапп. Пограбування вернісажу, 1988
- Коапп. Кошмар на Амазонці, 1988
- Доктор Бартек і смерть 1, 1989
- Доктор Бартек і смерть 2, 1989
- Клята книга, 1990
- Злочин лорда Артура Севіла, 1991
- Кілька сторінок із життя примари, 1993
- Сім днів з Морсі. Фільм 1, 1994
- Сім днів з Морсі. Фільм 3: «Кімнатна приватизація», 1994
- Суворі закони моря, 1995
- Желтухін, 2003[4]
- Постріл, 2003

## Нагороди на фестивалях
- 1976 рік — КФ «Флоричіка» (Кишинів): приз за режисуру за фільм «Лямзі-тирі-бонді, злий чарівник»
- 1980 рік — КФ у Москві, приз за режисуру за фільм «Чому слони?»
- 1981 рік — ВКФ телефільмів в Єревані: приз журі та приз за режисуру;
- 1981 — приз МФАФ у Ліллі (Франція) за фільм «Кнопочки і чоловічки»[5].
- 2003 рік — приз «Золота панда» за кращий ігровий анімаційний фільм «Постріл»